# Coxto
Coxto är en ort i Mexiko.   Den ligger i kommunen Xalatlaco och delstaten Mexiko, i den sydöstra delen av landet, 40 km sydväst om huvudstaden Mexico City. Coxto ligger 2 755 meter över havet och antalet invånare är 350.
Terrängen runt Coxto är varierad, och sluttar västerut. Runt Coxto är det tätbefolkat, med 356 invånare per kvadratkilometer. Närmaste större samhälle är San Mateo Atenco, 14,8 km nordväst om Coxto. Trakten runt Coxto består till största delen av jordbruksmark.